# Raïon d'Assipovitchy
Le raïon d'Assipovitchy (en biélorusse : Асіповіцкі раён, Assipovitski raïon) ou raïon d'Ossipovitchi (en russe : Осиповичский район, Ossipovitchski raïon) est une subdivision de la voblast de Moguilev, en Biélorussie. Son centre administratif est la ville d'Assipovitchy.

## Géographie
Le raïon couvre une superficie de 1 947,21 km2, dans l'ouest de la voblast. Le raïon d'Assipovitchy est limité au nord par la voblast de Minsk (raïon de Tcherven et raïon de Berazino), à l'est par le raïon de Klitchaw, au sud par le raïon de Babrouïsk et le raïon de Hlousk, et à l'ouest par la voblast de Minsk (raïon de Staryïa Darohi et raïon de Poukhavitchy).

## Histoire
Le raïon d'Assipovitchy a été créé le 17 juillet 1924.

## Population

### Démographie
Les résultats des recensements de la population (*) font apparaître une baisse modérée de la population depuis 1959, qui s'est accélérée dans les premières années du XXIe siècle :
| 1959*  | 1970*  | 1979*  | 1989*  | 1999*  | 2009*  |
| ------ | ------ | ------ | ------ | ------ | ------ |
| 65 024 | 62 907 | 59 098 | 61 155 | 59 055 | 52 447 |

### Nationalités
Selon les résultats du recensement de 2009, la population du raïon se composait de trois nationalités principales :
- 87,07 % de Biélorusses ;
- 9,58 % de Russes ;
- 2,12 % d'Ukrainiens.

### Langues
En 2009, la langue maternelle était le biélorusse pour 52 % des habitants du raïon d'Assipovitchy et le russe pour 46 %. Le biélorusse était parlé à la maison par 20,4 % de la population et le russe par 76 %.